# Please, come to Brazil
Please, come to Brazil ("Por favor, venha(m) ao Brasil"), ou apenas Come to Brazil ("Venha(m) ao Brasil") é uma frase costumeiramente postada por pessoas brasileiras em páginas de celebridades em redes sociais, convidando-as a virem ao país sul-americano. A frequência com que a frase é postada e a resposta positiva de artistas internacionais ao comportamento do público brasileiro tornaram-na um meme.

## Origem e disseminação
Considera-se que o primeiro pedido de "venha ao Brasil" foi feito em 11 de abril de 2008, quando uma usuária da rede social Twitter (atual X) postou um pedido para que o empresário francês Loïc Le Meur viesse ao Brasil. Há também a possibilidade do meme ter nascido no Tumblr, onde pessoas não-brasileiras começaram a caçoar de quem postava esses pedidos, considerando-os "vergonha alheia"; com o tempo, brasileiros teriam se reapropriado da frase para fazer humor com eles mesmos.
O meme começou a se popularizar a partir de 2009, impulsionado pela chegada do cantor canadense Justin Bieber ao Twitter. Desde então, ele é comumente postado em perfis de celebridades nas redes sociais, especialmente X e Instagram. Até celebridades brasileiras já foram alvo dos pedidos - num caso notório, a cantora Anitta respondeu ao pedido com a frase "I'm nele" ("I'm" = eu estou). O uso da frase é impulsionado particularmente pela comunidade LGBTQIA+.
O aumento dos pedidos de fãs do Brasil coincide com um período de crescimento econômico após o qual o Brasil passou a ser um destino rentável para artistas de outros países. A partir de 2022, com a retomada de programações de shows pós-pandemia de COVID-19, uma versão alternativa do meme, "stop coming to Brazil" ("parem de vir ao Brasil") começou a circular para expressar a frustração de fãs com a impossibilidade de arcar financeiramente com tantos shows, sendo endossada inclusive pela entidade de análise de crédito Serasa Experian, que demonstrou em tom humorístico preocupação com o possível endividamento do público com tantas apresentações.

## Repercussão na imprensa e na academia
Há jornalistas e cientistas que consideram a frase um possível desdobramento do complexo de vira-lata, que neste contexto faria a população brasileira valorizar mais artistas internacionais, porém ao mesmo tempo se tornando uma antítese do mesmo complexo, servindo para não só reafirmar a cultura e os costumes brasileiros mas também promovê-los para o público estrangeiro, uma vez que o Brasil, como parte do sul global, sofreria de invisibilidade.
A academia também já estabeleceu ligações da frase com o imperialismo cultural, particularmente dos Estados Unidos durante a ditadura militar brasileira, que teria incutido no Brasil a ideia da superioridade da cultura estadunidense; ver artistas de lá vindo ao Brasil e apreciando sua experiência no país validaria os sentimentos de fãs.
A frase também serve para mostrar a força dos fandoms brasileiros, que se sacrificam para conseguir acompanhar os raros e caros shows internacionais. Foi notado também na imprensa que a frase tem um sentido literal, sem códigos ou ambiguidades: é, com efeito, um convite para vir ao Brasil.

## Resposta de artistas
Alguns artistas exploram o meme e a paixão como um todo que vem dos fãs brasileiros por meio da criação de comunicações, ações e interações sob medida para o público brasileiro, como Bruno Mars e Vincent Martella.
Bandas e cantores, particularmente dos Estados Unidos, já fizeram músicas intituladas "Come to Brazil", como a cantora pop Alaska Thunderfuck, o grupo pop Why Don't We, a banda punk The Offspring e a banda de heavy metal escocesa Alestorm.